# Taggaviken
Taggaviken (estniska: Tagalaht) är en 9 km lång och omkring 5 km bred vik i Östersjön vid ön Ösels kust, i Estland. Den ligger öster om halvön Hundsort (Tagamõisa poolsaar) och väster om udden Ninnast (Ninase).  Viken var landstigningsplats för den tyska armén under Operation Albion i oktober 1917, då det ryska Ösel ockuperades av Tyskland under första världskrigets slutskede.